# Chiapeta
Chiapeta este un oraș în Rio Grande do Sul (RS), Brazilia.